# Birnfeld Sámuel
Birnfeld Sámuel (Szeged, 1906. december 6. – Felixdorf, 1944. december 28.) tanár és műfordító. Fiatalon mártírhalált halt.

## Életpályája
Szüleinek hatodik gyermekeként született. Felsőfokú tanulmányait a budapesti Országos Rabbiképző Intézetben és a Pázmány Péter Tudományegyetemen végezte. A numerus clausus alatt kitüntetéssel doktorált. Átfogó műveltségére jellemző, hogy a német, az angol és az olasz nyelven kívül megtanult arabul, arameusul, perzsául, szanszkritül, s otthonos volt a babilóniai ékírásban is. Széles látókörű, a művészeteket ismerő, az irodalom iránt érdeklődő egyéniség. 
Rajzolni ifjú éveiben az akkor Szegeden letelepedő Heller Ödönnél tanult. Autodidakta alkat, aki utazásai során megismeri a művészetek sokszínűségét, s elmélyül alkotó módszereikben. Főleg a grafika vonzza, s mint naiv művész, ebben a művészeti ágban képes érzékeltetni a lelke mélyén rejtőző gondolatokat. Portréin többek között emberi és művészi ideáljait jeleníti meg.
Magyarország német megszállása után 1944. december 28-án, a zsinagógai dátum szerint Tévét hó 12-én, Félixdorfban éhen halt.

## Emlékezete
Nevét viseli a Dr. Birnfeld Sámuel Könyvtár